# Escudo de la República Socialista de Bosnia y Herzegovina
El Emblema de la República Socialista de Bosnia y Herzegovina fue adoptado el 31 de diciembre de 1946 por el gobierno de la República Socialista de Bosnia y Herzegovina. Está basado en el emblema nacional de la RFS de Yugoslavia.

## Descripción
El escudo está compuesto por dos chimeneas industriales (que representan a la industria de la región) y dos espigas de trigo (que representan la agricultura), los cuales son abrazados por un haz de ramas de árbol perenne a la derecha y otro de ramas de árbol caduco a la izquierda, rodeados por una cinta roja. Encima del conjunto hay una estrella roja de cinco puntas con borde dorado (símbolo del socialismo).

## Historia
El emblema, junto con la bandera, de la República socialista de Bosnia y Herzegovina fue adoptado el 31 de diciembre de 1946. La descripción del emblema era similar a la de las demás repúblicas yugoslavas. El dispositivo tenía dos tallos de trigo cruzados frente al esquema de un barrio con dos chimeneas de fábrica de las que sale humo. Alrededor de las ramas decorativas y el trigo, hay una pista roja que gira en espiral. En la parte superior del emblema hay una estrella roja con un marco dorado. La estrella roja simboliza el socialismo y el comunismo de Yugoslavia en ese momento.
El emblema representa la industria que tenía Bosnia y Herzegovina en ese momento. Las chimeneas de las fábricas muestran la industria de varias ciudades importantes de Bosnia, luego yugoslavas, y su influencia vital en la economía. Todas las repúblicas yugoslavas tenían emblemas similares, pero Bosnia y Herzegovina era la única que no mostraba símbolos nacionalistas, que representaban su composición multiétnica. 
El emblema nacional de la República Socialista de Bosnia y Herzegovina era exactamente el mismo que el dispositivo anterior de la República Popular de Bosnia y Herzegovina y estaba definido en su Constitución. Este fue el primer emblema en la historia de las regiones de Herzegovina y Bosnia que fue específico de todo el país moderno de Bosnia y Herzegovina.